# Delivery Man
Pour plus de détails, voir Fiche technique et Distribution.
Delivery Man ou Donneur anonyme au Québec est une comédie dramatique américaine réalisé par Ken Scott, sorti en salles aux États-Unis en novembre 2013. Il s'agit du remake du film québécois Starbuck.

## Synopsis
Il y a des années, David Wozniak a donné à plusieurs reprises son sperme, sous le pseudonyme de « Starbuck ». Des années plus tard, il apprend qu'il est le père biologique de plusieurs centaines d'enfants, dont certains veulent le rencontrer…

## Fiche technique
Sauf indication contraire, les informations mentionnées dans cette section peuvent être confirmées par les bases de données cinématographiques IMDb et Allociné,  présentes dans la section « Liens externes ».
- Titre original et français : Delivery Man
- Titre québécois : Donneur anonyme[1]
- Réalisation : Ken Scott
- Scénario : Ken Scott, d'après le scénario original Starbuck de Martin Petit et Ken Scott
- Musique : Jon Brion
- Direction artistique : Mark Newell
- Décors : Ida Random
- Costumes : Melissa Toth
- Photographie : Eric Alan Edwards
- Son : Dennis Drummond, Per Hallberg, Daniel McIntosh, Scott Millan, Tom Nelson, Greg P. Russell, Andrii Trifonov
- Montage : Priscilla Nedd-Friendly
- Production : André Rouleau
  - Production déléguée : Ray Angelic, Scott Mednick et Mark Sourian
  - Production associée : Maxime Vanasse
  - Coproduction : Holly Bario
- Sociétés de production :
  - États-Unis : Touchstone Pictures, présenté par Dreamworks Pictures
  - Inde : présenté par Reliance Entertainment
  - Canada : Caramel Films (non crédité)
- Sociétés de distribution : Walt Disney Studios Motion Pictures (États-Unis, Canada) ; Reliance Distribution (Inde) ; Starway Film Distribution (Belgique)
- Budget : 26 millions USD[2],[3]
- Pays de production :  États-Unis[4],[N 1]
- Langue originale : anglais
- Format : couleur (DeLuxe / Technicolor) — 35 mm — 2,35:1 — son Datasat / Dolby Digital / SDDS
- Genre : comédie dramatique
- Durée : 105 minutes
- Dates de sortie[5] :
  - États-Unis, Canada : 22 novembre 2013[1]
  - Inde : 29 novembre 2013
  - Belgique : 25 décembre 2013[6]
  - France : 26 juin 2022 (sortie sur Disney+)[7]
- Classification[8] :
  - États-Unis : accord parental recommandé, film déconseillé aux moins de 13 ans (PG-13 - Parents Strongly Cautioned)[N 2]
  - Inde : accord parental pour les moins de 14 ans (contenant des scènes ou des paroles équivoques) (U/A - Unrestricted Public Exhibition - With Parental Guidance)
  - Canada (Colombie-Britannique / Ontario) : certaines scènes peuvent heurter les enfants - accord parental souhaitable (PG - Parental Guidance)
  - Canada (Québec) : tous publics (G - General Rating)[1]
  - Belgique : tous publics (Alle Leeftijden)[6]

## Distribution
- Vince Vaughn (VQ : Daniel Picard) : David Wozniak
- Chris Pratt (VQ : Philippe Martin (acteur)) : Brett
- Cobie Smulders (VQ : Ariane-Li Simard-Côté) : Emma
- Andrzej Blumenfeld : Mikolaj
- Simon Delaney (VQ : Thiéry Dubé) : Victor
- Bobby Moynihan (VQ : Tristan Harvey) : Aleksy
- Dave Patten : Adam
- Adam Chanler-Berat : Viggo
- Brittany Robertson (VQ : Sarah-Jeanne Labrosse) : Kristen
- Jack Reynor (VQ : David Laurin) : Josh
- Amos VanderPoel : Taylor
- Matthew Daddario : Channing
- Sébastien René : Ryan
- Kevin Hopkins : Andrew Johansson
- Damian Young (VQ : Yves Soutière) : Procureur Williams
- Kate Dalton : Sabrina
- Jay Leno : Lui-même
- Bill Maher : Lui-même

Source et légende : Version québécoise (VQ) sur Doublage Québec.

## Accueil

### Sortie
Aux États-Unis, le film Delivery Man est sortie au cinéma le 22 novembre 2013, mais ne sortira pas en salles en France.

### Accueil critique
- Dans l'ensemble, il reçoit un accueil mitigé.
- Sur le site d'IMDb, il obtient la note de 6,4/10.
- Sur le site de Metacritic, il obtient un Metascore de 44/100 basé sur 33 avis.
- Le site de Rotten Tomatoes lui donne un taux d'approbation de 39 % basé sur 134 votes.

### Box-Office
- Aux États-Unis, Delivery Man démarre avec une recette de 7 944 977 USD.
- À la fin de son exploitation aux États-Unis, il cumule 30 664 106 USD.
- Dans le reste du monde, il cumule 22 456 240 USD.
- Au Box-Office Mondial, Delivery Man cumule 53 120 346 USD.

## Remake
The Delivery Man est le remake du film canadien francophone (québécois) Starbuck sorti en 2011, également réalisé par Ken Scott. En même temps que ce remake américain, un projet français intitulé Fonzy est réalisé par Isabelle Doval avec José Garcia dans le rôle-titre.